# Lobrotation

Lobrotation är en följemetod som används för att till exempel hålla en radarantenn riktad mot ett visst radareko. Principen går ut på att mataren till en parabolantenn är något snett monterad och kan rotera kring antennens siktlinje. Som definition brukar det beskrivas som att lobens centrumlinje följer mantelarean hos en kon. På engelska kallas principen "conical scan", konisk avsökning, vilket är en benämning som bättre beskriver principen.
Genom att jämföra signalstyrkan hos ett radareko under ett helt varv hos mataren får man en uppfattning om var det befinner sig i förhållande till antennens siktlinje. Om signalen är lika stark under hela varvet betyder det att antennen pekar rakt mot ekot. Om den istället varierar i styrka under varvet innebär det att antennen pekar fel i höjd eller sida. Genom att jämföra signalerna under olika delar av varvet kan man mäta upp i vilken riktning vinkelfelet ligger. Låter man ett reglersystem vrida antennen i sida och elevation tills signalstyrkan är lika varvet runt, har man skapat ett följesystem där antennen hela tiden hålls riktad mot målet.
Begreppet lobrotation säger inget om hur signalens polarisation påverkas av matarens rotation. Äldre system hade ofta en roterande dipol som matare, vilket innebar att polarisationen ändrades under varvet. Eftersom ett föremåls radarmålarea bland annat är beroende av signalens polarisation innebär det att ekostyrkan kan variera under följningen vilket ger dålig stabilitet i målföljningen. Därför väljer man oftast en lösning där polarisationen inte förändras utan hålls konstant under varvet. Metoden kallas lobnutation och definieras som "lobrotation med bibehållen polarisationsriktning". Detta ger bättre mätnoggrannhet och en stabilare målföljning.
Principen med lobrotation gör att ett följesystem blir känsligt för motverkan i form av störning. Om till exempel ett stridsflygplan som följs med hjälp av metoden återsänder fördröjda ekopulser under en del av varvet loben utför, kan det tolkas som att målet ligger vid sidan om siktlinjen trots att det i verkligheten befinner sig rakt framför antennen. Om följesystemet då försöker vrida in antennen mot den målvinkel det uppfattar är risken stor att det kommer att tappa följningen av målet och vi har då fått något som brukar kallas "vinkelavhakning". För att minska risken för detta har i synnerhet militära system en funktion där matarens rotationshastighet hela tiden ändras och därmed gör dem svårare att lura.